# لئونید گائدای
لئونید گائدای (روسی: Леони́д И́ович Гайда́й؛ ۳۰ ژانویهٔ ۱۹۲۳ – ۱۹ نوامبر ۱۹۹۳) یک کارگردان، فیلم‌نامه‌نویس، و هنرپیشه اهل اتحاد شوروی بود.
وی همچنین برنده جوایزی همچون جایزه هنرمند مردمی اتحاد جماهیر شوروی شده‌است.